# Zdeňka Josefina Trnečková
Zdeňka Trnečková (* 12. srpna 1975 Prostějov) je česká postsurrealistická malířka a fotografka.

## Život
Narodila se v Prostějově, kde také žije a tvoří. Její umělecká tvorba začala již při studiu Gymnázium Jiřího Wolkera, kdy se stala jedním ze zakládajících členů výstavní galerie Artium liberalium.
Do výtvarného dění regionu vstoupila ve druhé polovině 90. let. Její tvorbu charakterizují zneklidňující až provokující kompozice přírodních motivů, kosmických procesů a transformací bytostí do zvláštních forem, odmítajících perspektivu. Její kresby a malby zachovávají svůj impulsivní charakter uvolněného toku představ v zobrazení proměn hmoty a figury pomocí vlnivých linií, často s cudně erotizující tematikou. Složité obrazové kompozice buduje způsobem rafinovaného vrstvení řady symbolických prvků fantaskní povahy, které zpravidla prostupují ústřední figurální osnovou.
Tvorba Zdeňky Trnečkové je představena v reprezentativní publikaci Figurální tvorba umělců Olomouckého kraje, vydané v roce 2010 Agenturou GALIA v Olomouci.

### Vzdělání
- 1990–1994 Gymnázium Jiřího Wolkera v Prostějově, ukončené maturitou z dějin umění a estetiky
- 1982–1994 Výtvarný obor ZUŠ Ambrose v Prostějově
- 1986–1994 Studia u prostějovského grafika a keramika Milana Kupky
- 2015–2017 Rudolfínská Akademie v Praze
- 2016–2017 Střední soukromá umělecká škola designu Praha, certifikační studium
- 2018 Studium Teologických nauk na Katolické teologické fakultě v Praze

Charitativní činnost
- 2003–2009 Výuka malby neslyšících a nedoslýchavých, Prostějov

## Výstavy
- 2017 – Obrazy, autorská výstava, Senát PS ČR, Praha
- 2017 – Obrazy, autorská výstava, Vinný šenk U Pádivce, Praha-Žižkov
- 2017 – Výstava obrazů Zdeňky Trnečkové a Mgr. Jany Moravcové, Vinný bar Blatnička, Praha
- 2017 – Obrazy, skupinová výstava galerie U zlatého kohouta, Praha
- 2016 – Obrazy, skupinová výstava, galerie Vinný bar Blatnička, Praha
- 2016 – Výstava fotografií, TIC Vyškov
- 2016 – Obrazy, autorská výstava, galerie U zlatého kohouta, Praha
- 2016 – Obrazy, skupinová výstava, galerie U zlatého kohouta, Praha
- 2016 – Obrazy, autorská výstava, Kavárna Čas, Praha – Malá Strana
- 2016 – Fotografie Art-kavárna AVATARKA, Prostějov
- 2015 – Vlastivědné muzeum Olomouc, Obrazy
- 2015 – Hřbitovní kaple panny Marie, Vyškov – průřezová výstava obrazů z let 1995–2015
- 2014 – Galerie Nara Prostějov, Obrazy
- 2014 – Art kavárna AVATARKA, Obrazy
- 2013 – Vila Františka Kovaříka v Prostějově, Obrazy
- 2013 – Národní dům v Prostějově, Obrazy
- 2012 – Zámek Linhartovi, Obrazy
- 2012 – Flemmichova vila, Městské muzeum Krnov, Obrazy
- 2011 – Galerie Metro 70, Prostějov, Fotografie „Světy a životy“
- 2011 – Galerie u Hanáka, Prostějov, Fotografie „Světlo v drahokamech II“
- 2011 – Národní dům v Prostějov, Obrazy
- 2010 – Galerie Metro v Prostějově, Fotografie „2. Hanácký fotosalon“
- 2010 – Galerie u Hanáka v Prostějově, Fotografie „Světlo v drahokamech I“
- 2009 – Národní dům v Prostějově, Obrazy
- 2008 – Galerie Metro 70 v Prostějově, Fotografie „1. Hanácký fotosalon“
- 2008 – Galerie Metro 70 v Prostějově, Fotografie „Láva, Ledovec, Vesmír“
- 2008 – Galerie u Hradeb v Prostějově, Obrazy
- 2007 – Muzeum Prostějov, Obrazy a fotografie
- 2007 – Národní dům v Prostějově, Obrazy ke 100 výročí ND „ pocta secesi“
- 2004 – Galerie Špalíček Muzea Prostějovska, Obrazy
- 2003 – Projekt „MISS DEAF WORLD“ Kongresové centrum, Praha
- 1997 – Prostějovský zámek, Obrazy 1990–1997
- 1990–1994 – školní výstavy v galerii ARTIUM LIBERALIUM GJW, Prostějov